# San José de Cervera
San José de Cervera es una localidad del estado mexicano de Guanajuato. Es parte del municipio de Guanajuato.

## Toponimia
El nombre «San José» hace referencia al santo patrono de la localidad: José de Nazaret.

## Demografía
| Gráfica de evolución demográfica |
|                                  |

| Censo | Población |
| ----- | --------- |
| 1900  | 233       |
| 1910  | 240       |
| 1921  | 150       |
| 1930  | 116       |
| 1940  | 195       |
| 1950  | 256       |
| 1960  | 280       |
| 1970  | 399       |
| 1980  | 585       |
| 1990  | 827       |
| 2000  | 956       |
| 2010  | 1 629     |
| 2020  | 1 678     |